# Lista över fornlämningar i Linköpings kommun (Linköping)
Lista över fornlämningar i Linköpings kommun (Linköping) är en förteckning av ett urval av de fornlämningar som finns i Linköping i Linköpings kommun.
| Namn                                       | Lämningstyp                      | Tillkomsttid | Historisk indelning     | Plats | Läge                 | ID-nr          | Bild                                      |
| ------------------------------------------ | -------------------------------- | ------------ | ----------------------- | ----- | -------------------- | -------------- | ----------------------------------------- |
| Linköping 2:1                              | Stensättning                     |              | Linköping, Östergötland |       | 58.361807, 15.616620 | 10046100020001 | Ladda upp en bild av detta fornminne      |
| Linköping 3:1                              | Stensättning                     |              | Linköping, Östergötland |       | 58.362411, 15.615099 | 10046100030001 | Ladda upp en bild av detta fornminne      |
| Linköping 4:1                              | Gravfält                         |              | Linköping, Östergötland |       | 58.361724, 15.619539 | 10046100040001 | Ladda upp en bild av detta fornminne      |
| Linköping 5:1                              | Röse                             |              | Linköping, Östergötland |       | 58.368733, 15.618744 | 10046100050001 | Ladda upp en bild av detta fornminne      |
| Linköping 6:1                              | Stensättning                     |              | Linköping, Östergötland |       | 58.370103, 15.617839 | 10046100060001 | Ladda upp en bild av detta fornminne      |
| Linköping 6:2                              | Stensättning                     |              | Linköping, Östergötland |       | 58.370274, 15.617743 | 10046100060002 | Ladda upp en bild av detta fornminne      |
| Linköping 6:3                              | Stensättning                     |              | Linköping, Östergötland |       | 58.370353, 15.617905 | 10046100060003 | Ladda upp en bild av detta fornminne      |
| Linköping 7:1                              | Röse                             |              | Linköping, Östergötland |       | 58.370861, 15.617538 | 10046100070001 | Ladda upp en bild av detta fornminne      |
| Linköping 7:2                              | Stensättning                     |              | Linköping, Östergötland |       | 58.370870, 15.617193 | 10046100070002 | Ladda upp en bild av detta fornminne      |
| Linköping 7:3                              | Stensättning                     |              | Linköping, Östergötland |       | 58.370737, 15.617546 | 10046100070003 | Ladda upp en bild av detta fornminne      |
| Linköping 7:4                              | Stensättning                     |              | Linköping, Östergötland |       | 58.370694, 15.617935 | 10046100070004 | Ladda upp en bild av detta fornminne      |
| Linköping 8:1                              | Stensättning                     |              | Linköping, Östergötland |       | 58.367143, 15.614444 | 10046100080001 | Ladda upp en bild av detta fornminne      |
| Linköping 9:1                              | Gravfält                         |              | Linköping, Östergötland |       | 58.369985, 15.614552 | 10046100090001 | Ladda upp en bild av detta fornminne      |
| Linköping 10:1                             | Stensättning                     |              | Linköping, Östergötland |       | 58.371943, 15.612809 | 10046100100001 | Ladda upp en bild av detta fornminne      |
| Linköping 10:2                             | Stensättning                     |              | Linköping, Östergötland |       | 58.371825, 15.612680 | 10046100100002 | Ladda upp en bild av detta fornminne      |
| Linköping 11:1                             | Stensättning                     |              | Linköping, Östergötland |       | 58.373368, 15.608817 | 10046100110001 | Ladda upp en bild av detta fornminne      |
| Linköping 11:2                             | Stensättning                     |              | Linköping, Östergötland |       | 58.373552, 15.609060 | 10046100110002 | Ladda upp en bild av detta fornminne      |
| Linköping 12:1                             | Stensättning                     |              | Linköping, Östergötland |       | 58.373221, 15.607040 | 10046100120001 | Ladda upp en bild av detta fornminne      |
| Linköping 12:2                             | Stensättning                     |              | Linköping, Östergötland |       | 58.372979, 15.606691 | 10046100120002 | Ladda upp en bild av detta fornminne      |
| Linköping 13:1                             | Stensättning                     |              | Linköping, Östergötland |       | 58.374232, 15.607612 | 10046100130001 | Ladda upp en bild av detta fornminne      |
| Linköping 17:1                             | Stensättning                     |              | Linköping, Östergötland |       | 58.368303, 15.615510 | 10046100170001 | Ladda upp en bild av detta fornminne      |
| Linköping 19:1                             | Stensättning                     |              | Linköping, Östergötland |       | 58.377302, 15.610796 | 10046100190001 | Ladda upp en bild av detta fornminne      |
| Linköping 19:2                             | Stensättning                     |              | Linköping, Östergötland |       | 58.377378, 15.610654 | 10046100190002 | Ladda upp en bild av detta fornminne      |
| Linköping 20:1                             | Gravfält                         |              | Linköping, Östergötland |       | 58.375095, 15.603958 | 10046100200001 | Ladda upp en bild av detta fornminne      |
| Linköping 21:1                             | Stensättning                     |              | Linköping, Östergötland |       | 58.373048, 15.622270 | 10046100210001 | Ladda upp en bild av detta fornminne      |
| Linköping 22:1                             | Stensättning                     |              | Linköping, Östergötland |       | 58.373748, 15.620774 | 10046100220001 | Ladda upp en bild av detta fornminne      |
| Linköping 23:1                             | Stensättning                     |              | Linköping, Östergötland |       | 58.377852, 15.621158 | 10046100230001 | Ladda upp en bild av detta fornminne      |
| Linköping 24:1                             | Röse                             |              | Linköping, Östergötland |       | 58.379071, 15.624312 | 10046100240001 | Ladda upp en bild av detta fornminne      |
| Linköping 25:1                             | Stensättning                     |              | Linköping, Östergötland |       | 58.379439, 15.627661 | 10046100250001 | Ladda upp en bild av detta fornminne      |
| Linköping 25:2                             | Stensättning                     |              | Linköping, Östergötland |       | 58.379217, 15.628292 | 10046100250002 | Ladda upp en bild av detta fornminne      |
| Linköping 27:1                             | Stensättning                     |              | Linköping, Östergötland |       | 58.384161, 15.615741 | 10046100270001 | Ladda upp en bild av detta fornminne      |
| Linköping 28:1                             | Stensättning                     |              | Linköping, Östergötland |       | 58.384914, 15.613483 | 10046100280001 | Ladda upp en bild av detta fornminne      |
| Linköping 29:1                             | Stensättning                     |              | Linköping, Östergötland |       | 58.376371, 15.634299 | 10046100290001 | Ladda upp en bild av detta fornminne      |
| Linköping 30:1                             | Stensättning                     |              | Linköping, Östergötland |       | 58.375996, 15.636530 | 10046100300001 | Ladda upp en bild av detta fornminne      |
| Linköping 30:2                             | Stensättning                     |              | Linköping, Östergötland |       | 58.375921, 15.636738 | 10046100300002 | Ladda upp en bild av detta fornminne      |
| Linköping 31:1                             | Gravfält                         |              | Linköping, Östergötland |       | 58.383168, 15.632019 | 10046100310001 | Ladda upp en bild av detta fornminne      |
| Linköping 31:2                             | Hällristning                     |              | Linköping, Östergötland |       | 58.383251, 15.631946 | 10046100310002 | Ladda upp en bild av detta fornminne      |
| Linköping 32:1                             | Hällristning                     |              | Linköping, Östergötland |       | 58.382200, 15.632905 | 10046100320001 | Ladda upp en bild av detta fornminne      |
| Linköping 33:1                             | Gravfält                         |              | Linköping, Östergötland |       | 58.382479, 15.634031 | 10046100330001 | Ladda upp en bild av detta fornminne      |
| Linköping 34:1                             | Stensättning                     |              | Linköping, Östergötland |       | 58.381300, 15.636796 | 10046100340001 | Ladda upp en bild av detta fornminne      |
| Linköping 34:2                             | Stensättning                     |              | Linköping, Östergötland |       | 58.381228, 15.636563 | 10046100340002 | Ladda upp en bild av detta fornminne      |
| Linköping 35:1                             | Hög                              |              | Linköping, Östergötland |       | 58.381641, 15.638805 | 10046100350001 | Ladda upp en bild av detta fornminne      |
| Linköping 35:2                             | Stensättning                     |              | Linköping, Östergötland |       | 58.381492, 15.638886 | 10046100350002 | Ladda upp en bild av detta fornminne      |
| Linköping 35:3                             | Stensättning                     |              | Linköping, Östergötland |       | 58.381577, 15.638486 | 10046100350003 | Ladda upp en bild av detta fornminne      |
| Linköping 36:1                             | Gravfält                         |              | Linköping, Östergötland |       | 58.376634, 15.644613 | 10046100360001 | Ladda upp en bild av detta fornminne      |
| Linköping 37:1                             | Stensättning                     |              | Linköping, Östergötland |       | 58.376072, 15.647837 | 10046100370001 | Ladda upp en bild av detta fornminne      |
| Linköping 37:2                             | Stensättning                     |              | Linköping, Östergötland |       | 58.376396, 15.647124 | 10046100370002 | Ladda upp en bild av detta fornminne      |
| Linköping 38:1                             | Gravfält                         |              | Linköping, Östergötland |       | 58.375601, 15.650679 | 10046100380001 | Ladda upp en bild av detta fornminne      |
| Linköping 39:1                             | Stensättning                     |              | Linköping, Östergötland |       | 58.381221, 15.647858 | 10046100390001 | Ladda upp en bild av detta fornminne      |
| Linköping 39:2                             | Stensättning                     |              | Linköping, Östergötland |       | 58.381281, 15.647619 | 10046100390002 | Ladda upp en bild av detta fornminne      |
| Linköping 39:3                             | Stensättning                     |              | Linköping, Östergötland |       | 58.381240, 15.647400 | 10046100390003 | Ladda upp en bild av detta fornminne      |
| Linköping 39:4                             | Stensättning                     |              | Linköping, Östergötland |       | 58.381136, 15.648521 | 10046100390004 | Ladda upp en bild av detta fornminne      |
| Linköping 40:1                             | Hällristning                     |              | Linköping, Östergötland |       | 58.379282, 15.651223 | 10046100400001 | Ladda upp en bild av detta fornminne      |
| Linköping 57:1                             | Stensättning                     |              | Linköping, Östergötland |       | 58.388388, 15.677394 | 10046100570001 | Ladda upp en bild av detta fornminne      |
| Linköping 57:2                             | Stensättning                     |              | Linköping, Östergötland |       | 58.388487, 15.677281 | 10046100570002 | Ladda upp en bild av detta fornminne      |
| Linköping 57:3                             | Stensättning                     |              | Linköping, Östergötland |       | 58.388583, 15.677131 | 10046100570003 | Ladda upp en bild av detta fornminne      |
| Linköping 58:1                             | Stensättning                     |              | Linköping, Östergötland |       | 58.390021, 15.678095 | 10046100580001 | Ladda upp en bild av detta fornminne      |
| Linköping 59:1                             | Gravfält                         |              | Linköping, Östergötland |       | 58.382916, 15.650554 | 10046100590001 | Ladda upp en bild av detta fornminne      |
| Linköping 59:2                             | Hällristning                     |              | Linköping, Östergötland |       | 58.383004, 15.650784 | 10046100590002 | Ladda upp en bild av detta fornminne      |
| Linköping 59:3                             | Hällristning                     |              | Linköping, Östergötland |       | 58.383004, 15.650784 | 10046100590003 | Ladda upp en bild av detta fornminne      |
| Linköping 60:1                             | Gravfält                         |              | Linköping, Östergötland |       | 58.386065, 15.638839 | 10046100600001 | Ladda upp en bild av detta fornminne      |
| Linköping 61:1                             | Stensättning                     |              | Linköping, Östergötland |       | 58.389343, 15.669625 | 10046100610001 | Ladda upp en bild av detta fornminne      |
| Linköping 63:1                             | Stensättning                     |              | Linköping, Östergötland |       | 58.388067, 15.663585 | 10046100630001 | Ladda upp en bild av detta fornminne      |
| Linköping 64:1                             | Stensättning                     |              | Linköping, Östergötland |       | 58.386783, 15.658480 | 10046100640001 | Ladda upp en bild av detta fornminne      |
| Linköping 64:2                             | Stensättning                     |              | Linköping, Östergötland |       | 58.386892, 15.658224 | 10046100640002 | Ladda upp en bild av detta fornminne      |
| Linköping 66:1                             | Stensättning                     |              | Linköping, Östergötland |       | 58.387420, 15.660662 | 10046100660001 | Ladda upp en bild av detta fornminne      |
| Linköping 66:2                             | Stensättning                     |              | Linköping, Östergötland |       | 58.387548, 15.660502 | 10046100660002 | Ladda upp en bild av detta fornminne      |
| Linköping 68:1                             | Stensättning                     |              | Linköping, Östergötland |       | 58.389532, 15.653847 | 10046100680001 | Ladda upp en bild av detta fornminne      |
| Linköping 69:1                             | Stensättning                     |              | Linköping, Östergötland |       | 58.391637, 15.649121 | 10046100690001 | Ladda upp en bild av detta fornminne      |
| Linköping 69:2                             | Stensättning                     |              | Linköping, Östergötland |       | 58.391475, 15.649281 | 10046100690002 | Ladda upp en bild av detta fornminne      |
| Linköping 69:3                             | Stensättning                     |              | Linköping, Östergötland |       | 58.392126, 15.648874 | 10046100690003 | Ladda upp en bild av detta fornminne      |
| Linköping 69:4                             | Stensättning                     |              | Linköping, Östergötland |       | 58.391604, 15.649425 | 10046100690004 | Ladda upp en bild av detta fornminne      |
| Linköping 70:1                             | Gravfält                         |              | Linköping, Östergötland |       | 58.389963, 15.662057 | 10046100700001 | Ladda upp en bild av detta fornminne      |
| Linköping 71:1                             | Gravfält                         |              | Linköping, Östergötland |       | 58.390900, 15.638948 | 10046100710001 | Ladda upp en bild av detta fornminne      |
| Linköping 72:1                             | Gravfält                         |              | Linköping, Östergötland |       | 58.392806, 15.641058 | 10046100720001 | Ladda upp en bild av detta fornminne      |
| Linköping 73:1                             | Stensättning                     |              | Linköping, Östergötland |       | 58.390626, 15.636230 | 10046100730001 | Ladda upp en bild av detta fornminne      |
| Linköping 73:2                             | Stensättning                     |              | Linköping, Östergötland |       | 58.390470, 15.636339 | 10046100730002 | Ladda upp en bild av detta fornminne      |
| Linköping 75:1                             | Gravfält                         |              | Linköping, Östergötland |       | 58.389819, 15.630715 | 10046100750001 | Ladda upp en bild av detta fornminne      |
| Linköping 80:1                             | Stensättning                     |              | Linköping, Östergötland |       | 58.388040, 15.622159 | 10046100800001 | Ladda upp en bild av detta fornminne      |
| Linköping 80:2                             | Stensättning                     |              | Linköping, Östergötland |       | 58.387916, 15.622502 | 10046100800002 | Ladda upp en bild av detta fornminne      |
| Linköping 81:1                             | Stensättning                     |              | Linköping, Östergötland |       | 58.391537, 15.622317 | 10046100810001 | Ladda upp en bild av detta fornminne      |
| Linköping 81:2                             | Stensättning                     |              | Linköping, Östergötland |       | 58.391437, 15.622527 | 10046100810002 | Ladda upp en bild av detta fornminne      |
| Linköping 82:1                             | Gravfält                         |              | Linköping, Östergötland |       | 58.392418, 15.618282 | 10046100820001 | Ladda upp en bild av detta fornminne      |
| Linköping 83:1                             | Gravfält                         |              | Linköping, Östergötland |       | 58.388032, 15.615383 | 10046100830001 | Ladda upp en bild av detta fornminne      |
| Linköping 84:1                             | Stensättning                     |              | Linköping, Östergötland |       | 58.388023, 15.616851 | 10046100840001 | Ladda upp en bild av detta fornminne      |
| Linköping 84:2                             | Stensättning                     |              | Linköping, Östergötland |       | 58.388253, 15.616849 | 10046100840002 | Ladda upp en bild av detta fornminne      |
| Linköping 85:1                             | Gravfält                         |              | Linköping, Östergötland |       | 58.389667, 15.614067 | 10046100850001 | Ladda upp en bild av detta fornminne      |
| Linköping 85:2                             | Hällristning                     |              | Linköping, Östergötland |       | 58.389800, 15.614404 | 10046100850002 | Ladda upp en bild av detta fornminne      |
| Linköping 86:1                             | Gravfält                         |              | Linköping, Östergötland |       | 58.389162, 15.606835 | 10046100860001 | Ladda upp en bild av detta fornminne      |
| Linköping 89:1                             | Stensättning                     |              | Linköping, Östergötland |       | 58.395790, 15.594070 | 10046100890001 | Ladda upp en till bild av detta fornminne |
| Ög 128 (Linköping 91:1)                    | Runristning                      |              | Linköping, Östergötland |       | 58.399713, 15.580026 | 10046100910001 | Ladda upp en bild av detta fornminne      |
| Linköping 94:1                             | Gravfält                         |              | Linköping, Östergötland |       | 58.421892, 15.580684 | 10046100940001 | Ladda upp en bild av detta fornminne      |
| Linköping 94:2                             | Hällristning                     |              | Linköping, Östergötland |       | 58.421909, 15.580440 | 10046100940002 | Ladda upp en bild av detta fornminne      |
| Linköping 98:1                             | Stensättning                     |              | Linköping, Östergötland |       | 58.430385, 15.609270 | 10046100980001 | Ladda upp en bild av detta fornminne      |
| Linköping 99:1                             | Hällristning                     |              | Linköping, Östergötland |       | 58.432362, 15.610564 | 10046100990001 | Ladda upp en bild av detta fornminne      |
| Linköping 100:1                            | Hällristning                     |              | Linköping, Östergötland |       | 58.431625, 15.612739 | 10046101000001 | Ladda upp en bild av detta fornminne      |
| Linköping 101:1                            | Gravfält                         |              | Linköping, Östergötland |       | 58.426152, 15.615574 | 10046101010001 | Ladda upp en bild av detta fornminne      |
| Linköping 102:1                            | Hällristning                     |              | Linköping, Östergötland |       | 58.423532, 15.625554 | 10046101020001 | Ladda upp en bild av detta fornminne      |
| Linköping 103:1                            | Hällristning                     |              | Linköping, Östergötland |       | 58.424094, 15.622673 | 10046101030001 | Ladda upp en bild av detta fornminne      |
| Linköping 105:1                            | Stensättning                     |              | Linköping, Östergötland |       | 58.425780, 15.623776 | 10046101050001 | Ladda upp en bild av detta fornminne      |
| Linköping 105:2                            | Stensättning                     |              | Linköping, Östergötland |       | 58.425606, 15.623971 | 10046101050002 | Ladda upp en bild av detta fornminne      |
| Linköping 105:3                            | Stensättning                     |              | Linköping, Östergötland |       | 58.425687, 15.623865 | 10046101050003 | Ladda upp en bild av detta fornminne      |
| Linköping 105:4                            | Stensättning                     |              | Linköping, Östergötland |       | 58.425516, 15.623798 | 10046101050004 | Ladda upp en bild av detta fornminne      |
| Linköping 106:1                            | Hällristning                     |              | Linköping, Östergötland |       | 58.425694, 15.622037 | 10046101060001 | Ladda upp en till bild av detta fornminne |
| Linköping 106:2                            | Hällristning                     |              | Linköping, Östergötland |       | 58.425692, 15.621971 | 10046101060002 | Ladda upp en bild av detta fornminne      |
| Linköping 110:1                            | Hällristning                     |              | Linköping, Östergötland |       | 58.426418, 15.619381 | 10046101100001 | Ladda upp en bild av detta fornminne      |
| Linköping 111:1                            | Hällristning                     |              | Linköping, Östergötland |       | 58.426926, 15.619050 | 10046101110001 | Ladda upp en bild av detta fornminne      |
| Linköping 114:1                            | Gravfält                         |              | Linköping, Östergötland |       | 58.402746, 15.668746 | 10046101140001 | Ladda upp en bild av detta fornminne      |
| Linköping 119:1                            | Stensättning                     |              | Linköping, Östergötland |       | 58.403475, 15.678950 | 10046101190001 | Ladda upp en bild av detta fornminne      |
| Linköping 119:2                            | Stensättning                     |              | Linköping, Östergötland |       | 58.403684, 15.678757 | 10046101190002 | Ladda upp en bild av detta fornminne      |
| Linköping 120:1                            | Grav- och boplatsområde          |              | Linköping, Östergötland |       | 58.402838, 15.681861 | 10046101200001 | Ladda upp en bild av detta fornminne      |
| Linköping 123:1                            | Stensättning                     |              | Linköping, Östergötland |       | 58.407242, 15.683430 | 10046101230001 | Ladda upp en bild av detta fornminne      |
| Linköping 123:2                            | Stensättning                     |              | Linköping, Östergötland |       | 58.407346, 15.683282 | 10046101230002 | Ladda upp en bild av detta fornminne      |
| Linköping 124:1                            | Stensättning                     |              | Linköping, Östergötland |       | 58.405640, 15.673182 | 10046101240001 | Ladda upp en bild av detta fornminne      |
| Linköping 127:1                            | Hög                              |              | Linköping, Östergötland |       | 58.416257, 15.680483 | 10046101270001 | Ladda upp en bild av detta fornminne      |
| Linköping 128:1                            | Gravfält                         |              | Linköping, Östergötland |       | 58.425677, 15.672514 | 10046101280001 | Ladda upp en bild av detta fornminne      |
| Linköping 129:1                            | Gravfält                         |              | Linköping, Östergötland |       | 58.426671, 15.673370 | 10046101290001 | Ladda upp en bild av detta fornminne      |
| Linköping 130:1                            | Stensättning                     |              | Linköping, Östergötland |       | 58.427076, 15.672063 | 10046101300001 | Ladda upp en bild av detta fornminne      |
| Linköping 130:2                            | Stensättning                     |              | Linköping, Östergötland |       | 58.426947, 15.672246 | 10046101300002 | Ladda upp en bild av detta fornminne      |
| Linköping 134:1                            | Gravfält                         |              | Linköping, Östergötland |       | 58.423130, 15.656743 | 10046101340001 | Ladda upp en bild av detta fornminne      |
| Linköping 135:1                            | Gravfält                         |              | Linköping, Östergötland |       | 58.422473, 15.656048 | 10046101350001 | Ladda upp en bild av detta fornminne      |
| Linköping 136:1                            | Stensättning                     |              | Linköping, Östergötland |       | 58.421146, 15.658049 | 10046101360001 | Ladda upp en bild av detta fornminne      |
| Linköping 136:2                            | Stensättning                     |              | Linköping, Östergötland |       | 58.421037, 15.658242 | 10046101360002 | Ladda upp en bild av detta fornminne      |
| Linköping 140:1                            | Gravfält                         |              | Linköping, Östergötland |       | 58.424340, 15.642594 | 10046101400001 | Ladda upp en bild av detta fornminne      |
| Linköping 141:1                            | Stensättning                     |              | Linköping, Östergötland |       | 58.424219, 15.640247 | 10046101410001 | Ladda upp en bild av detta fornminne      |
| Linköping 142:1                            | Hög                              |              | Linköping, Östergötland |       | 58.421244, 15.632697 | 10046101420001 | Ladda upp en bild av detta fornminne      |
| Linköping 142:2                            | Runristning                      |              | Linköping, Östergötland |       | 58.421244, 15.632697 | 10046101420002 | Ladda upp en bild av detta fornminne      |
| Gumpekullastenen (Linköping 143:1)         | Grav markerad av sten/block      |              | Linköping, Östergötland |       | 58.419565, 15.634923 | 10046101430001 | Ladda upp en bild av detta fornminne      |
| Linköping 152:1                            | Stensättning                     |              | Linköping, Östergötland |       | 58.396166, 15.593820 | 10046101520001 | Ladda upp en bild av detta fornminne      |
| Linköping 155:1                            | Stensättning                     |              | Linköping, Östergötland |       | 58.420133, 15.562967 | 10046101550001 | Ladda upp en bild av detta fornminne      |
| Linköping 155:2                            | Stensättning                     |              | Linköping, Östergötland |       | 58.420347, 15.562960 | 10046101550002 | Ladda upp en bild av detta fornminne      |
| Linköping 155:3                            | Stensättning                     |              | Linköping, Östergötland |       | 58.420405, 15.562627 | 10046101550003 | Ladda upp en bild av detta fornminne      |
| Linköping 155:4                            | Stensättning                     |              | Linköping, Östergötland |       | 58.420533, 15.562718 | 10046101550004 | Ladda upp en bild av detta fornminne      |
| Linköping 156:1                            | Stensättning                     |              | Linköping, Östergötland |       | 58.416244, 15.586558 | 10046101560001 | Ladda upp en bild av detta fornminne      |
| Linköping 156:2                            | Stensättning                     |              | Linköping, Östergötland |       | 58.416127, 15.586631 | 10046101560002 | Ladda upp en bild av detta fornminne      |
| Linköping 156:3                            | Stensättning                     |              | Linköping, Östergötland |       | 58.416026, 15.586631 | 10046101560003 | Ladda upp en bild av detta fornminne      |
| Linköping 157:1                            | Gravfält                         |              | Linköping, Östergötland |       | 58.398244, 15.590936 | 10046101570001 | Ladda upp en bild av detta fornminne      |
| Linköping 159:1                            | Hällristning                     |              | Linköping, Östergötland |       | 58.430937, 15.601807 | 10046101590001 | Ladda upp en bild av detta fornminne      |
| Linköping 168:1                            | Stensättning                     |              | Linköping, Östergötland |       | 58.394904, 15.648595 | 10046101680001 | Ladda upp en bild av detta fornminne      |
| Linköping 168:2                            | Stensättning                     |              | Linköping, Östergötland |       | 58.394737, 15.649271 | 10046101680002 | Ladda upp en bild av detta fornminne      |
| Linköping 172:1                            | Hällristning                     |              | Linköping, Östergötland |       | 58.416075, 15.643870 | 10046101720001 | Ladda upp en bild av detta fornminne      |
| Linköping 174:1                            | Hällristning                     |              | Linköping, Östergötland |       | 58.431903, 15.640078 | 10046101740001 | Ladda upp en bild av detta fornminne      |
| Linköping 174:2                            | Hällristning                     |              | Linköping, Östergötland |       | 58.431962, 15.639940 | 10046101740002 | Ladda upp en bild av detta fornminne      |
| Linköping 174:3                            | Hällristning                     |              | Linköping, Östergötland |       | 58.431877, 15.640325 | 10046101740003 | Ladda upp en bild av detta fornminne      |
| Linköping 175:1                            | Hög                              |              | Linköping, Östergötland |       | 58.434837, 15.643604 | 10046101750001 | Ladda upp en bild av detta fornminne      |
| Linköping 176:1                            | Stensättning                     |              | Linköping, Östergötland |       | 58.426186, 15.666212 | 10046101760001 | Ladda upp en bild av detta fornminne      |
| Linköping 180:1                            | Stensättning                     |              | Linköping, Östergötland |       | 58.418444, 15.662106 | 10046101800001 | Ladda upp en bild av detta fornminne      |
| Linköping 181:1                            | Hällristning                     |              | Linköping, Östergötland |       | 58.421496, 15.638058 | 10046101810001 | Ladda upp en bild av detta fornminne      |
| Linköping 182:1                            | Stensättning                     |              | Linköping, Östergötland |       | 58.421890, 15.637315 | 10046101820001 | Ladda upp en bild av detta fornminne      |
| Linköping 185:1                            | Hällristning                     |              | Linköping, Östergötland |       | 58.413312, 15.636550 | 10046101850001 | Ladda upp en bild av detta fornminne      |
| Linköping 186:1                            | Hällristning                     |              | Linköping, Östergötland |       | 58.409568, 15.640622 | 10046101860001 | Ladda upp en bild av detta fornminne      |
| Linköping 187:1                            | Hällristning                     |              | Linköping, Östergötland |       | 58.405924, 15.620227 | 10046101870001 | Ladda upp en bild av detta fornminne      |
| Linköping 188:1                            | Hällristning                     |              | Linköping, Östergötland |       | 58.397426, 15.636035 | 10046101880001 | Ladda upp en bild av detta fornminne      |
| Linköping 192:1                            | Stensättning                     |              | Linköping, Östergötland |       | 58.391159, 15.651554 | 10046101920001 | Ladda upp en bild av detta fornminne      |
| Linköping 192:2                            | Stensättning                     |              | Linköping, Östergötland |       | 58.391004, 15.651673 | 10046101920002 | Ladda upp en bild av detta fornminne      |
| Linköping 192:3                            | Stensättning                     |              | Linköping, Östergötland |       | 58.390864, 15.651816 | 10046101920003 | Ladda upp en bild av detta fornminne      |
| Linköping 193:1                            | Hällristning                     |              | Linköping, Östergötland |       | 58.389044, 15.648160 | 10046101930001 | Ladda upp en bild av detta fornminne      |
| Linköping 194:1                            | Hällristning                     |              | Linköping, Östergötland |       | 58.388842, 15.646291 | 10046101940001 | Ladda upp en bild av detta fornminne      |
| Linköping 195:1                            | Hällristning                     |              | Linköping, Östergötland |       | 58.385840, 15.648358 | 10046101950001 | Ladda upp en bild av detta fornminne      |
| Linköping 196:1                            | Hällristning                     |              | Linköping, Östergötland |       | 58.385885, 15.651730 | 10046101960001 | Ladda upp en bild av detta fornminne      |
| Linköping 200:1                            | Stensättning                     |              | Linköping, Östergötland |       | 58.389470, 15.666824 | 10046102000001 | Ladda upp en bild av detta fornminne      |
| Linköping 201:1                            | Hällristning                     |              | Linköping, Östergötland |       | 58.396315, 15.676878 | 10046102010001 | Ladda upp en bild av detta fornminne      |
| Linköping 203:1                            | Hällristning                     |              | Linköping, Östergötland |       | 58.393092, 15.636006 | 10046102030001 | Ladda upp en bild av detta fornminne      |
| Linköping 204:1                            | Hällristning                     |              | Linköping, Östergötland |       | 58.393869, 15.634221 | 10046102040001 | Ladda upp en bild av detta fornminne      |
| Linköping 205:1                            | Hällristning                     |              | Linköping, Östergötland |       | 58.391456, 15.632422 | 10046102050001 | Ladda upp en bild av detta fornminne      |
| Linköping 208:1                            | Stensättning                     |              | Linköping, Östergötland |       | 58.421819, 15.658302 | 10046102080001 | Ladda upp en bild av detta fornminne      |
| Linköping 210:1                            | Hällristning                     |              | Linköping, Östergötland |       | 58.388098, 15.630330 | 10046102100001 | Ladda upp en bild av detta fornminne      |
| Linköping 210:2                            | Hällristning                     |              | Linköping, Östergötland |       | 58.388040, 15.630189 | 10046102100002 | Ladda upp en bild av detta fornminne      |
| Linköping 210:3                            | Hällristning                     |              | Linköping, Östergötland |       | 58.388193, 15.630410 | 10046102100003 | Ladda upp en bild av detta fornminne      |
| Linköping 212:1                            | Hällristning                     |              | Linköping, Östergötland |       | 58.380191, 15.637081 | 10046102120001 | Ladda upp en bild av detta fornminne      |
| Linköping 215:1                            | Hällristning                     |              | Linköping, Östergötland |       | 58.391625, 15.623755 | 10046102150001 | Ladda upp en bild av detta fornminne      |
| Skarpan (Linköping 216:1)                  | Stensättning                     |              | Linköping, Östergötland |       | 58.383379, 15.630184 | 10046102160001 | Ladda upp en bild av detta fornminne      |
| Linköping 217:1                            | Hällristning                     |              | Linköping, Östergötland |       | 58.382866, 15.629368 | 10046102170001 | Ladda upp en bild av detta fornminne      |
| Linköping 218:1                            | Hällristning                     |              | Linköping, Östergötland |       | 58.382589, 15.626566 | 10046102180001 | Ladda upp en bild av detta fornminne      |
| Linköping 221:1                            | Stensättning                     |              | Linköping, Östergötland |       | 58.380224, 15.623248 | 10046102210001 | Ladda upp en bild av detta fornminne      |
| Linköping 222:1                            | Stensättning                     |              | Linköping, Östergötland |       | 58.382287, 15.618963 | 10046102220001 | Ladda upp en bild av detta fornminne      |
| Linköping 224:1                            | Hällristning                     |              | Linköping, Östergötland |       | 58.382943, 15.616218 | 10046102240001 | Ladda upp en bild av detta fornminne      |
| Linköping 229:1                            | Stensättning                     |              | Linköping, Östergötland |       | 58.394717, 15.611522 | 10046102290001 | Ladda upp en bild av detta fornminne      |
| Linköping 230:1                            | Hällristning                     |              | Linköping, Östergötland |       | 58.391888, 15.610682 | 10046102300001 | Ladda upp en bild av detta fornminne      |
| Linköping 231:1                            | Gravfält                         |              | Linköping, Östergötland |       | 58.374604, 15.650526 | 10046102310001 | Ladda upp en bild av detta fornminne      |
| Linköping 232:1                            | Hällristning                     |              | Linköping, Östergötland |       | 58.378465, 15.626550 | 10046102320001 | Ladda upp en bild av detta fornminne      |
| Linköping 239:1                            | Stensättning                     |              | Linköping, Östergötland |       | 58.393545, 15.683436 | 10046102390001 | Ladda upp en bild av detta fornminne      |
| Linköping 239:2                            | Stensättning                     |              | Linköping, Östergötland |       | 58.393456, 15.683603 | 10046102390002 | Ladda upp en bild av detta fornminne      |
| Linköping 240:1                            | Stensättning                     |              | Linköping, Östergötland |       | 58.393800, 15.684973 | 10046102400001 | Ladda upp en bild av detta fornminne      |
| Linköping 241:1                            | Stensättning                     |              | Linköping, Östergötland |       | 58.394009, 15.687687 | 10046102410001 | Ladda upp en bild av detta fornminne      |
| Linköping 241:2                            | Stensättning                     |              | Linköping, Östergötland |       | 58.393967, 15.687944 | 10046102410002 | Ladda upp en bild av detta fornminne      |
| Linköping 242:1                            | Stensättning                     |              | Linköping, Östergötland |       | 58.394791, 15.688890 | 10046102420001 | Ladda upp en bild av detta fornminne      |
| Linköping 244:1                            | Hällristning                     |              | Linköping, Östergötland |       | 58.395130, 15.684578 | 10046102440001 | Ladda upp en bild av detta fornminne      |
| Linköping 245:1                            | Hällristning                     |              | Linköping, Östergötland |       | 58.396053, 15.686315 | 10046102450001 | Ladda upp en bild av detta fornminne      |
| Linköping 246:1                            | Hällristning                     |              | Linköping, Östergötland |       | 58.396804, 15.683138 | 10046102460001 | Ladda upp en bild av detta fornminne      |
| Linköping 247:1                            | Hällristning                     |              | Linköping, Östergötland |       | 58.397039, 15.682062 | 10046102470001 | Ladda upp en bild av detta fornminne      |
| Linköping 247:2                            | Hällristning                     |              | Linköping, Östergötland |       | 58.397102, 15.681953 | 10046102470002 | Ladda upp en bild av detta fornminne      |
| Linköping 248:1                            | Hällristning                     |              | Linköping, Östergötland |       | 58.397560, 15.681080 | 10046102480001 | Ladda upp en bild av detta fornminne      |
| Linköping 248:2                            | Hällristning                     |              | Linköping, Östergötland |       | 58.397571, 15.680988 | 10046102480002 | Ladda upp en bild av detta fornminne      |
| Linköping 262:1                            | Gravfält                         |              | Linköping, Östergötland |       | 58.376449, 15.602879 | 10046102620001 | Ladda upp en bild av detta fornminne      |
| Linköping 263:1                            | Stensättning                     |              | Linköping, Östergötland |       | 58.374180, 15.604729 | 10046102630001 | Ladda upp en bild av detta fornminne      |
| Linköping 263:2                            | Stensättning                     |              | Linköping, Östergötland |       | 58.373913, 15.604903 | 10046102630002 | Ladda upp en bild av detta fornminne      |
| Ög Fv1950;341 (Linköping 267:1)            | Runristning                      |              | Linköping, Östergötland |       | 58.413473, 15.616672 | 10046102670001 | Ladda upp en till bild av detta fornminne |
| Linköping 269:1                            | Hällristning                     |              | Linköping, Östergötland |       | 58.443293, 15.584166 | 10046102690001 | Ladda upp en bild av detta fornminne      |
| Linköping 270:1                            | Hällristning                     |              | Linköping, Östergötland |       | 58.439171, 15.584951 | 10046102700001 | Ladda upp en bild av detta fornminne      |
| Linköping 271:1                            | Hällristning                     |              | Linköping, Östergötland |       | 58.439620, 15.589902 | 10046102710001 | Ladda upp en bild av detta fornminne      |
| Linköping 272:1                            | Hällristning                     |              | Linköping, Östergötland |       | 58.439345, 15.594463 | 10046102720001 | Ladda upp en bild av detta fornminne      |
| Linköping 273:1                            | Hällristning                     |              | Linköping, Östergötland |       | 58.439283, 15.597838 | 10046102730001 | Ladda upp en bild av detta fornminne      |
| Linköping 273:2                            | Hällristning                     |              | Linköping, Östergötland |       | 58.439248, 15.597902 | 10046102730002 | Ladda upp en bild av detta fornminne      |
| Linköping 274:1                            | Hällristning                     |              | Linköping, Östergötland |       | 58.440918, 15.595869 | 10046102740001 | Ladda upp en bild av detta fornminne      |
| Linköping 276:1                            | Hällristning                     |              | Linköping, Östergötland |       | 58.447095, 15.591793 | 10046102760001 | Ladda upp en bild av detta fornminne      |
| Linköping 276:2                            | Hällristning                     |              | Linköping, Östergötland |       | 58.446974, 15.592424 | 10046102760002 | Ladda upp en bild av detta fornminne      |
| Linköping 280:1                            | Hällristning                     |              | Linköping, Östergötland |       | 58.447097, 15.585891 | 10046102800001 | Ladda upp en bild av detta fornminne      |
| Linköping 281:1                            | Hällristning                     |              | Linköping, Östergötland |       | 58.445314, 15.584026 | 10046102810001 | Ladda upp en bild av detta fornminne      |
| Linköping 282:1                            | Hällristning                     |              | Linköping, Östergötland |       | 58.447666, 15.589791 | 10046102820001 | Ladda upp en bild av detta fornminne      |
| Linköping 287:1                            | Stensättning                     |              | Linköping, Östergötland |       | 58.377643, 15.620252 | 10046102870001 | Ladda upp en bild av detta fornminne      |
| Linköping 291:1                            | Stensättning                     |              | Linköping, Östergötland |       | 58.366272, 15.603390 | 10046102910001 | Ladda upp en bild av detta fornminne      |
| Linköping 295:1                            | Hällristning                     |              | Linköping, Östergötland |       | 58.370623, 15.660636 | 10046102950001 | Ladda upp en bild av detta fornminne      |
| Linköping 300:1                            | Stensättning                     |              | Linköping, Östergötland |       | 58.378798, 15.621817 | 10046103000001 | Ladda upp en bild av detta fornminne      |
| Linköping 301:1                            | Stensättning                     |              | Linköping, Östergötland |       | 58.372901, 15.624745 | 10046103010001 | Ladda upp en bild av detta fornminne      |
| Linköping 304:1                            | Husgrund, förhistorisk/medeltida |              | Linköping, Östergötland |       | 58.366745, 15.614272 | 10046103040001 | Ladda upp en bild av detta fornminne      |
| Linköping 304:2                            | Husgrund, förhistorisk/medeltida |              | Linköping, Östergötland |       | 58.366210, 15.613679 | 10046103040002 | Ladda upp en bild av detta fornminne      |
| Linköping 305:1                            | Stensättning                     |              | Linköping, Östergötland |       | 58.365393, 15.613600 | 10046103050001 | Ladda upp en bild av detta fornminne      |
| Linköping 307:1                            | Stensättning                     |              | Linköping, Östergötland |       | 58.376643, 15.610470 | 10046103070001 | Ladda upp en bild av detta fornminne      |
| Linköping 307:2                            | Stensättning                     |              | Linköping, Östergötland |       | 58.376743, 15.610537 | 10046103070002 | Ladda upp en bild av detta fornminne      |
| Linköping 307:3                            | Stensättning                     |              | Linköping, Östergötland |       | 58.376730, 15.610691 | 10046103070003 | Ladda upp en bild av detta fornminne      |
| Linköping 307:4                            | Stensättning                     |              | Linköping, Östergötland |       | 58.376356, 15.610394 | 10046103070004 | Ladda upp en bild av detta fornminne      |
| Linköping 310:1                            | Stensättning                     |              | Linköping, Östergötland |       | 58.378359, 15.610247 | 10046103100001 | Ladda upp en bild av detta fornminne      |
| Linköping 312:1                            | Stensättning                     |              | Linköping, Östergötland |       | 58.375270, 15.614957 | 10046103120001 | Ladda upp en bild av detta fornminne      |
| Linköping 326:2                            | Hällristning                     |              | Linköping, Östergötland |       | 58.421905, 15.647632 | 10046103260002 | Ladda upp en bild av detta fornminne      |
| Linköping 326:3                            | Hällristning                     |              | Linköping, Östergötland |       | 58.422069, 15.647601 | 10046103260003 | Ladda upp en bild av detta fornminne      |
| Linköping 338:1                            | Hällristning                     |              | Linköping, Östergötland |       | 58.429477, 15.608321 | 10046103380001 | Ladda upp en bild av detta fornminne      |
| Linköping 339:1                            | Hällristning                     |              | Linköping, Östergötland |       | 58.423999, 15.615531 | 10046103390001 | Ladda upp en bild av detta fornminne      |
| Linköping 339:2                            | Hällristning                     |              | Linköping, Östergötland |       | 58.423643, 15.615258 | 10046103390002 | Ladda upp en bild av detta fornminne      |
| Linköping 341:1                            | Hällristning                     |              | Linköping, Östergötland |       | 58.418383, 15.628393 | 10046103410001 | Ladda upp en bild av detta fornminne      |
| Linköping 346:1                            | Stensättning                     |              | Linköping, Östergötland |       | 58.372394, 15.632516 | 10046103460001 | Ladda upp en bild av detta fornminne      |
| Linköping 346:2                            | Stensättning                     |              | Linköping, Östergötland |       | 58.372274, 15.632662 | 10046103460002 | Ladda upp en bild av detta fornminne      |
| Linköping 347:1                            | Fornborg                         |              | Linköping, Östergötland |       | 58.375651, 15.627577 | 10046103470001 | Ladda upp en bild av detta fornminne      |
| Linköping 358:1                            | Stensättning                     |              | Linköping, Östergötland |       | 58.393717, 15.601646 | 10046103580001 | Ladda upp en bild av detta fornminne      |
| Linköping 358:2                            | Stensättning                     |              | Linköping, Östergötland |       | 58.393517, 15.601264 | 10046103580002 | Ladda upp en bild av detta fornminne      |
| Linköping 359:1                            | Stensättning                     |              | Linköping, Östergötland |       | 58.392027, 15.599308 | 10046103590001 | Ladda upp en bild av detta fornminne      |
| Linköping 365:1                            | Minnesmärke                      |              | Linköping, Östergötland |       | 58.391563, 15.586964 | 10046103650001 | Ladda upp en till bild av detta fornminne |
| Linköping 365:2                            | Minnesmärke                      |              | Linköping, Östergötland |       | 58.391563, 15.586964 | 10046103650002 | Ladda upp en till bild av detta fornminne |
| Linköping 370:1                            | Stensättning                     |              | Linköping, Östergötland |       | 58.381955, 15.619128 | 10046103700001 | Ladda upp en bild av detta fornminne      |
| Linköping 371:1                            | Hällristning                     |              | Linköping, Östergötland |       | 58.387562, 15.630350 | 10046103710001 | Ladda upp en bild av detta fornminne      |
| Smedstugan (Grindstugan) (Linköping 372:1) | Lägenhetsbebyggelse              |              | Linköping, Östergötland |       | 58.381184, 15.615808 | 10046103720001 | Ladda upp en bild av detta fornminne      |
| Linköping 374:1                            | Stensättning                     |              | Linköping, Östergötland |       | 58.385500, 15.612332 | 10046103740001 | Ladda upp en bild av detta fornminne      |
| Linköping 387:1                            | Gravfält                         |              | Linköping, Östergötland |       | 58.372854, 15.607372 | 10046103870001 | Ladda upp en bild av detta fornminne      |
| Linköping 389:1                            | Husgrund, förhistorisk/medeltida |              | Linköping, Östergötland |       | 58.373134, 15.605022 | 10046103890001 | Ladda upp en bild av detta fornminne      |
| Linköping 391:1                            | Husgrund, förhistorisk/medeltida |              | Linköping, Östergötland |       | 58.377599, 15.621214 | 10046103910001 | Ladda upp en bild av detta fornminne      |
| Linköping 423                              | Stensättning                     |              | Linköping, Östergötland |       | 58.402251, 15.573837 | 12000000025835 | Ladda upp en bild av detta fornminne      |
| Linköping 424                              | Stensättning                     |              | Linköping, Östergötland |       | 58.402434, 15.574543 | 12000000025836 | Ladda upp en bild av detta fornminne      |
| Linköping 425                              | Stensättning                     |              | Linköping, Östergötland |       | 58.402415, 15.574552 | 12000000025837 | Ladda upp en bild av detta fornminne      |
| Linköping 434                              | Stensättning                     |              | Linköping, Östergötland |       | 58.420945, 15.659208 | 12000000030377 | Ladda upp en bild av detta fornminne      |
| Linköping 442                              | Hällristning                     |              | Linköping, Östergötland |       | 58.422862, 15.652318 | 12000000030664 | Ladda upp en bild av detta fornminne      |
| Linköping 475                              | Gravfält                         |              | Linköping, Östergötland |       | 58.432117, 15.610589 | 12000000082787 | Ladda upp en bild av detta fornminne      |
| Linköping 480                              | Hällristning                     |              | Linköping, Östergötland |       | 58.432394, 15.610441 | 12000000082800 | Ladda upp en bild av detta fornminne      |
| Bussins (Linköping 489)                    | Lägenhetsbebyggelse              |              | Linköping, Östergötland |       | 58.380732, 15.622318 | 12000000083092 | Ladda upp en bild av detta fornminne      |
| Linköping 491                              | Grav- och boplatsområde          |              | Linköping, Östergötland |       | 58.379436, 15.622668 | 12000000083094 | Ladda upp en bild av detta fornminne      |
| Linköping 514                              | Hällristning                     |              | Linköping, Östergötland |       | 58.400796, 15.699379 | 12000000125581 | Ladda upp en bild av detta fornminne      |
| Linköping 516                              | Hällristning                     |              | Linköping, Östergötland |       | 58.400291, 15.683317 | 12000000125584 | Ladda upp en bild av detta fornminne      |
| Linköping 523                              | Hällristning                     |              | Linköping, Östergötland |       | 58.442583, 15.591048 | 12000000127764 | Ladda upp en bild av detta fornminne      |
| Linköping 525                              | Hällristning                     |              | Linköping, Östergötland |       | 58.439802, 15.595228 | 12000000127766 | Ladda upp en bild av detta fornminne      |
| Linköping 526                              | Hällristning                     |              | Linköping, Östergötland |       | 58.448208, 15.590717 | 12000000127768 | Ladda upp en bild av detta fornminne      |
| Linköping 527                              | Hällristning                     |              | Linköping, Östergötland |       | 58.445257, 15.585957 | 12000000127770 | Ladda upp en bild av detta fornminne      |
| Linköping 528                              | Hällristning                     |              | Linköping, Östergötland |       | 58.441887, 15.583195 | 12000000127772 | Ladda upp en bild av detta fornminne      |
| Ängsund (Linköping 548)                    | Lägenhetsbebyggelse              |              | Linköping, Östergötland |       | 58.371075, 15.626359 | 12000000133612 | Ladda upp en bild av detta fornminne      |
| Kärna 2:1                                  | Stensättning                     |              | Linköping, Östergötland |       | 58.418830, 15.567051 | 10045600020001 | Ladda upp en bild av detta fornminne      |
| Kärna 2:2                                  | Stensättning                     |              | Linköping, Östergötland |       | 58.418949, 15.567163 | 10045600020002 | Ladda upp en bild av detta fornminne      |
| Skeda 10:1                                 | Stensättning                     |              | Linköping, Östergötland |       | 58.345832, 15.606221 | 10048900100001 | Ladda upp en bild av detta fornminne      |
| Vårdsberg 20:1                             | Stensättning                     |              | Linköping, Östergötland |       | 58.406616, 15.690243 | 10052900200001 | Ladda upp en bild av detta fornminne      |
| Kärna 49:1                                 | Gravfält                         |              | Linköping, Östergötland |       | 58.421498, 15.567989 | 10045600490001 | Ladda upp en bild av detta fornminne      |
| Kärna 72:1                                 | Stensättning                     |              | Linköping, Östergötland |       | 58.420476, 15.569400 | 10045600720001 | Ladda upp en bild av detta fornminne      |
| Kärna 72:2                                 | Stensättning                     |              | Linköping, Östergötland |       | 58.420504, 15.569142 | 10045600720002 | Ladda upp en bild av detta fornminne      |
| Kärna 72:3                                 | Stensättning                     |              | Linköping, Östergötland |       | 58.420421, 15.568998 | 10045600720003 | Ladda upp en bild av detta fornminne      |
| Kärna 76:1                                 | Stensättning                     |              | Linköping, Östergötland |       | 58.420956, 15.567779 | 10045600760001 | Ladda upp en bild av detta fornminne      |
| Kärna 77:1                                 | Stensättning                     |              | Linköping, Östergötland |       | 58.419537, 15.567684 | 10045600770001 | Ladda upp en bild av detta fornminne      |